# Fætter og kusine
En fætter er et drengebarn af en forælders søskende, mens en kusine tilsvarende er et pigebarn.
Personer, der er fætre og kusiner til hinanden kaldes samlet søskendebørn. Et barn af en fætter eller kusine kaldes en grandfætter eller grandkusine, og forstavelsen grand benyttes altså som på fx engelsk til at markere en generation op (eller ned). Et barn af en forældres fætter eller kusine kaldes et næstsøskendebarn, men i daglig tale oftere grandfætter eller grandkusine.
Den skelnen mellem køn, som på dansk er indbygget i begrebsparret fætter og kusine, er fraværende på mange andre sprog – fx på svensk, hvor kusin bruges om begge køn. I norsk benyttes søskendebarn (no. søskenbarn) mest, men fetter og kusine bruges også, som på dansk.